# Chaetodon decussatus
Poisson-papillon peint
Espèce
Synonymes
- Chaetodon vagabundus jordani Ahl, 1923

Statut de conservation UICN

 LC  : Préoccupation mineure
Chaetodon decussatus, communément nommé Poisson-papillon peint ou Chétodon faux-vagabond, est une espèce de poissons marins de la famille des Chaetodontidae.
Le Poisson-papillon peint est présent dans les eaux tropicales de la région Indo/ ouest Pacifique, du Sri-Lanka à l'archipel Indonésien.
Sa taille maximale est de 20 cm. Il se nourrit d'algues et de polypes coralliens.